# Groveton (Texas)
Groveton es una ciudad ubicada en el condado de Trinity en el estado estadounidense de Texas. En el Censo de 2010 tenía una población de 1.057 habitantes y una densidad poblacional de 156,07 personas por km².

## Geografía
Groveton se encuentra ubicada en las coordenadas 31°3′25″N 95°7′35″O / 31.05694, -95.12639. Según la Oficina del Censo de los Estados Unidos, Groveton tiene una superficie total de 6.77 km², de la cual 6.69 km² corresponden a tierra firme y (1.22%) 0.08 km² es agua.

## Demografía
Según el censo de 2010, había 1.057 personas residiendo en Groveton. La densidad de población era de 156,07 hab./km². De los 1.057 habitantes, Groveton estaba compuesto por el 78.24% blancos, el 12.96% eran afroamericanos, el 0.57% eran amerindios, el 0.09% eran asiáticos, el 0.09% eran isleños del Pacífico, el 5.68% eran de otras razas y el 2.37% pertenecían a dos o más razas. Del total de la población el 13.72% eran hispanos o latinos de cualquier raza.